# Кощавцев Борис Петрович
Борис Петрович Кощавцев (1910, Харбін — 4 жовтня 1939) — радянський інженер-льотчик-випробувач, старший лейтенант.

## Біографія

Могила Бориса Кошавцева

Народився в 1910 році в місті Харбіні (нині Китайська Народна Республіка). Його батько працював на Китайсько-Східній залізниці. З 1921 жив у місті Верхньоудинську (нині — місто Улан-Уде, Бурятія), з 1924 року — в Києві. У 1936 році закінчив Київський авіаційний інститут.
В Червоній армії з 1936 року. У 1937 закінчив військову авіаційну школу льотчиків. З серпня 1937 — льотчик-випробувач Науково-дослідного інституту військово-повітряних сил Робітничо-Селянської Червоної армії. 19 серпня 1938 року брав участь в обльоті літака БОК-5.
4 жовтня 1939 року Борис Кощавцев вирулив на старт винищувач І-15 з гермокабіною. Експериментальний І-15 був оснащений першим зразком жорсткої гермокабіни О. Я. Щербакова. Відкидна кришка ліхтаря мала 9 невеликих круглих ілюмінаторів. Огляд з неї був обмеженим, і пілот не помітив керма трофейного бомбардувальника PZL.37 Łoś, за штурвалом якого знаходився льотчик-випробувач Лисицин. Літаки зіткнулися, польський бомбардувальник рубонув гвинтом по кабіні винищувача, в якій знаходився Кощавцев. Інженер-льотчик загинув. Похований в Києві на Байковому кладовищі.